# Le Monstre de Venise
Pour plus de détails, voir Fiche technique et Distribution.
Le Monstre de Venise (Il mostro di Venezia) est un giallo italien réalisé par Dino Tavella et sorti en 1965.

## Synopsis
Un tueur en série vêtu d'un scaphandre et d'une combinaison est en liberté dans les canaux de Venise. Ce meurtrier à tête de mort tue des femmes en les noyant dans les canaux et en ramenant leurs corps dans son repaire sous-marin (un monastère immergé) où il les embaume pour préserver leur beauté. Le tueur dit « L'Embaumeur » expose les corps parfaitement conservés dans une rangée de vitrines au sein de son repaire.
Un jeune et beau journaliste est chargé de couvrir le voyage de classe à Venise d'un groupe d'étudiantes et lorsque l'une de celles-ci disparaît, il se met en quête de la retrouver. Il tombe amoureux de l'une d'entre elles, sans se rendre compte que l'embaumeur l'a désignée comme sa prochaine victime. Le journaliste parvient à pénétrer dans la grotte sous-marine du tueur et le poursuit jusque dans les rues de Venise. La police abat le tueur au moment où il étrangle le héros d'une poigne de fer.

## Fiche technique
- Titre original italien  : Il mostro di Venezia[1]
- Titre français : Le Monstre de Venise ou Novices libertines ou L'Embaumeur[2]
- Réalisateur : Dino Tavella
- Scénario : Antonio Walter, Dino Tavella, Giovan Battista Mussetto, Paolo Lombardo
- Photographie : Mario Parapetti
- Montage : Gian Battista Mussetto
- Musique : Marcello Gigante
- Décors : Francesco Stancampiano
- Maquillage : Gaetano Capogrosso
- Production : Antonio Walter, Christian Marvel (sous le nom de « Guido Nart »)
- Société de production : Gondola Film
- Pays de production :  Italie
- Langue originale : italien
- Format : Noir et blanc - 1,78:1 - Son mono - 35 mm
- Durée : 77 minutes
- Genre : Giallo
- Dates de sortie :
  - Italie : 8 novembre 1965
  - France : 3 août 1966[2]

## Distribution
- Maureen Lidgard Brown : Miss Morris
- Gino Marturano (sous le nom de « Gin Mart ») : journaliste Andrea Rubis
- Alcide Gazzotto : Maresciallo Scirra
- Carlo Russo : Commissaire
- Elmo Caruso : Nicky Schwartz
- Paola Vaccari : Catherine Schwartz
- Anita Todesco : 1re victime
- Jti Janne : chanteuse de la chanson Il medium dans la discothèque
- Luigi Martocci
- Luciano Gasper
- Francesco Bagarin
- Maria Rosa Vizzina
- Alba Brotto
- Pietro Walter
- Vicky Del Castillo

## Production
Dino Tavella a eu une très courte carrière dans le monde du cinéma italien, ne scénarisant et ne réalisant que deux films, Le Monstre de Venise et Una Sporca Guerra (litt. « Une sale guerre »).
Le Monstre de Venise a été décrit par le critique de cinéma et historien Roberto Curti comme étant une production régionale loin de Rome, avec une distribution d'inconnus. Curti a classé le film comme un giallo, tout en montrant des influences diverses telles que l'emprunt d'éléments aux bandes dessinées fumetti neri et une touche d'horreur gothique. Le critique Adrian Luther Smith a qualifié le film de « giallo d'horreur inspiré d'Edgar Wallace ».
Il a eu la particularité d'être publié en roman-photo en janvier 1966 en Italie, avant sa sortie en salles.
Le modus operandi du tueur sera repris dans Amsterdamned (1988) de Dick Maas.